# 氧化石墨

这是在1998年提出的具有各类官能团的结构A: 过氧桥键, B: 羟基s, C: Pairwise 羧基s.

氧化石墨，graphite oxide或graphitic oxide，正式中文名称为石墨氧化物或被称为石墨酸，是一种由物质量之比不定的碳、氢、氧元素构成的化合物。氧化石墨可以通过用强氧化剂来处理石墨来制备。所得到的的产物中，氧化程度最高的产物是一种碳、氧数量之比介于2.1到2.9之间黄色固体，并仍然保留石墨的层状结构，但结构变得更复杂。
松散的氧化石墨分散在碱性溶液中形成类似石墨烯结构的单原子厚度的片段。氧化石墨因为具有这个性质，所以具有用于工业化生产石墨烯的可能性，因此吸引众多科学家参与研究。但直到2010年为止，这条石墨烯制备路线仍存在大量结构方面的问题。

## 历史
氧化石墨最早是由牛津大学的化学家本杰明·C·布罗迪在1859年用氯酸钾和浓硝酸混合溶液处理石墨的方法制得。

## 制备
赫摩尔斯和奥弗曼在1957年提出一种更加安全、快速、有效的方法。他们将浓硫酸、硝酸钠、高锰酸钾混合后处理石墨来制备氧化石墨，这个方法至今仍被广泛使用（据2010年的文献报道）。
最近浓硫酸与高锰酸钾的混合溶液被用于切割碳纳米管来产生少量的石墨烯纳米带，并且石墨烯纳米带的边缘具有氧原子（=O)或者羟基(-OH)等基团。

## 结构
氧化石墨的结构和性质取决于合成它的方法。氧化石墨仍然保留石墨母体的片状结构，但是两层间的间距（约0.7nm）大约是石墨中层间距的两倍。严格的说，“氧化”一词是不正确的，只是由于历史原因而保留下来了。在氧化石墨中，除了纯粹引入氧原子的过氧键外，实验证实，结构中还存在其他种类官能团，比如羰基（=CO）、羟基（-OH）和酚羟基。氧化石墨层的厚度约为1.1 ± 0.2 nm。扫描隧道显微镜表明在氧化石墨中某些区域内，氧原子以0.27 nm × 0.41 nm的晶格常数排列为矩形。在氧化石墨层的最边缘均为羰基或羧基。

## 应用

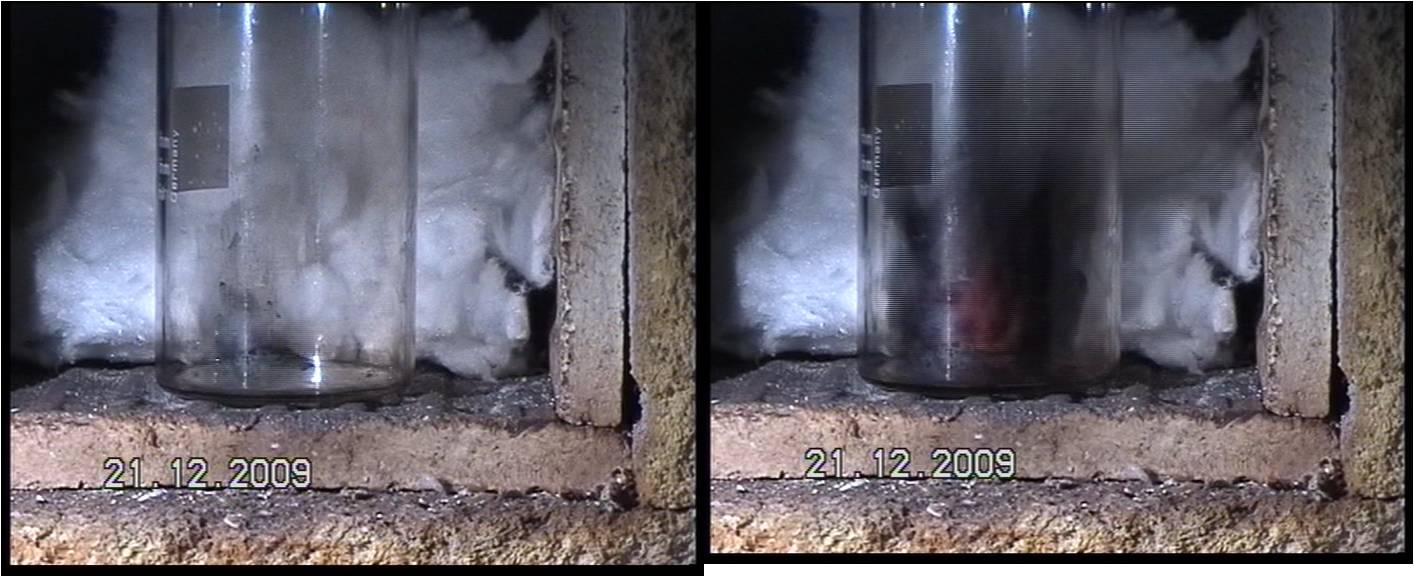
高温下的剥离氧化石墨，从视频的截图中可以看出：剥离的瞬间，反应物体积膨胀了十倍，并形成了一些石墨烯产物。

近来氧化石墨被聚焦了太多的注意力，科学家试图以氧化石墨为原料来大规模工业化生产石墨烯。虽然众所周知，石墨烯具有很好的电学性质，但氧化石墨本身却是绝缘体（或是半导体）。由于氧化石墨中存在大量亲水基团（如羧基与羟基），氧化石墨很容易在水溶液分散，形成单个小片段，而且绝大部分都只有单个石墨层。之后再通过还原反应就可以还原得悬浮状态的石墨烯片段。
少量的实验室制备石墨烯的方法是用肼处理处于悬浮状态的氧化石墨，并加热至100℃保持24小时。或者也可以将氧化石墨放入氢气氛围中，通过电击得到。或者将氧化石墨暴露在强脉冲光线下，例如氙气灯也能得到石墨烯。